# Tangara ruficervix
Tangara ruficervix là một loài chim trong họ Thraupidae.